# Open de l'Isere 2013
L'Open de l'Isere 2013 è stato un torneo femminile di tennis giocato sul cemento indoor. È stata la 3ª edizione del torneo dell'Open de l'Isere, che fa parte della categoria ITF 25 K nell'ambito dell'ITF Women's Circuit 2013. Il torneo si è giocato al Grenoble Tennis di Grenoble, dal 4 al 10 febbraio 2013.

## Partecipanti

### Teste di serie
| Nazionalità          | Giocatrice                | Ranking* | Teste di serie |
| -------------------- | ------------------------- | -------- | -------------- |
| Rep. Ceca            | Kristýna Plíšková         | 86       | 1              |
| Rep. Ceca            | Karolína Plíšková         | 121      | 2              |
| Italia               | Alberta Brianti           | 160      | 3              |
| Ucraina              | Maryna Zanevs'ka          | 191      | 4              |
| Slovacchia           | Anna Karolína Schmiedlová | 192      | 5              |
| Germania             | Anna-Lena Friedsam        | 195      | 6              |
| Bosnia ed Erzegovina | Mervana Jugić-Salkić      | 203      | 7              |
| Italia               | Corinna Dentoni           | 207      | 8              |

* Le teste di serie sono basate sul ranking al 28 gennaio 2013

### Altre partecipanti
Le seguenti giocatrici hanno ricevuto una wild card per il tabellone principale:
- Charlène Seateun
- Océane Dodin
- Maeva Razakasoa

Le seguenti giocatrici sono passate dalle qualificazioni:
- Julia Kimmelmann
- Syna Kayser
- Giulia Gatto-Monticone
- Iryna Brémond
- Jade Windley
- Céline Ghesquière
- Federica Di Sarra
- Anaïs Van Cauter
- Anastasіja Vasyl'jeva (lucky loser)

## Campionesse

### Singolare
Sandra Záhlavová ha battuto in finale  Maryna Zanevs'ka con il punteggio di 6–4, 5–7, 6–2.

### Doppio
Marija Kondratjewa /  Renata Voráčová hanno battuto in finale  Nicole Clerico /  Leticia Costas con il punteggio di 6–1, 6–4.